# Чертовищи

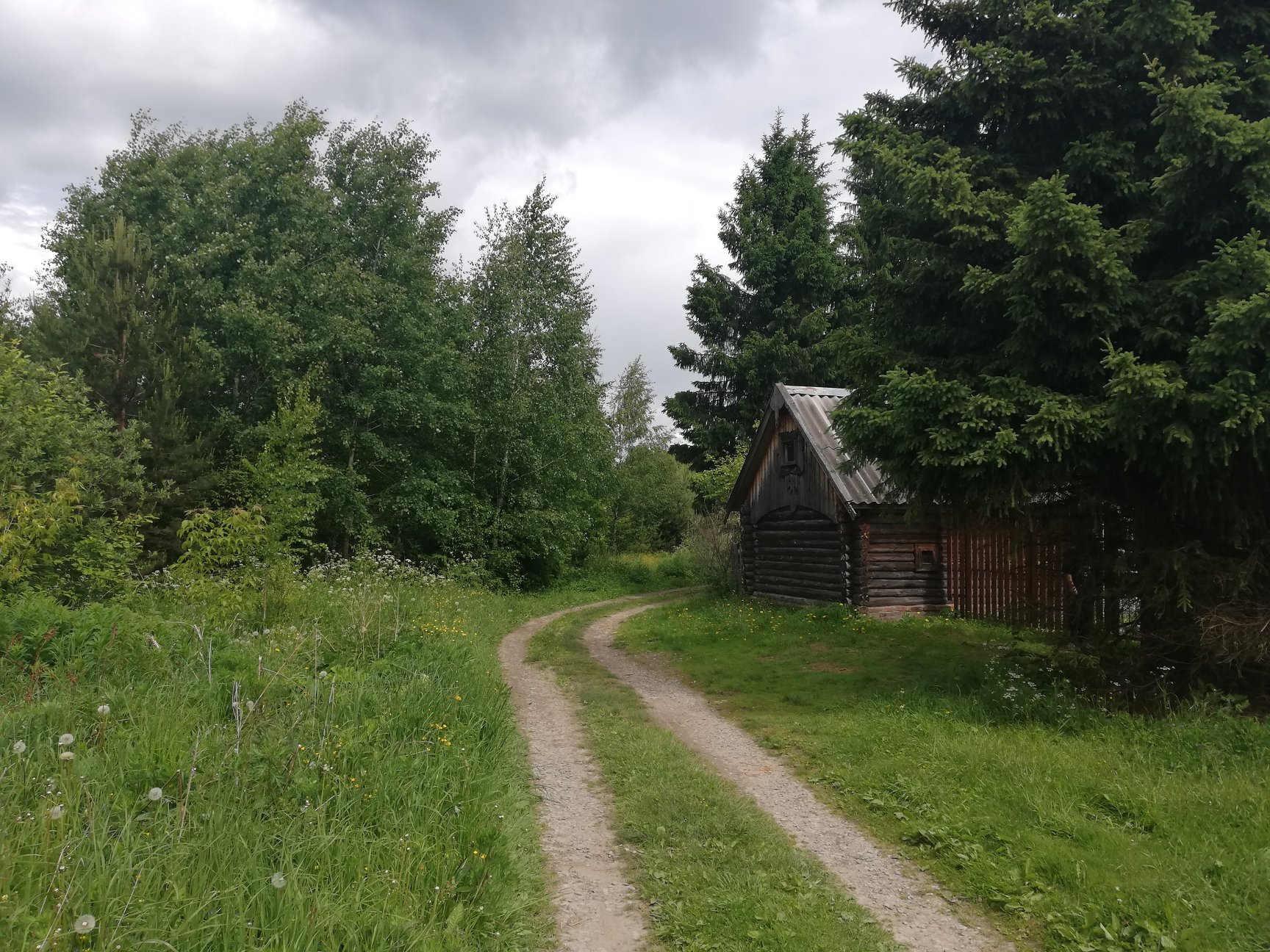
Деревня Чертовищи

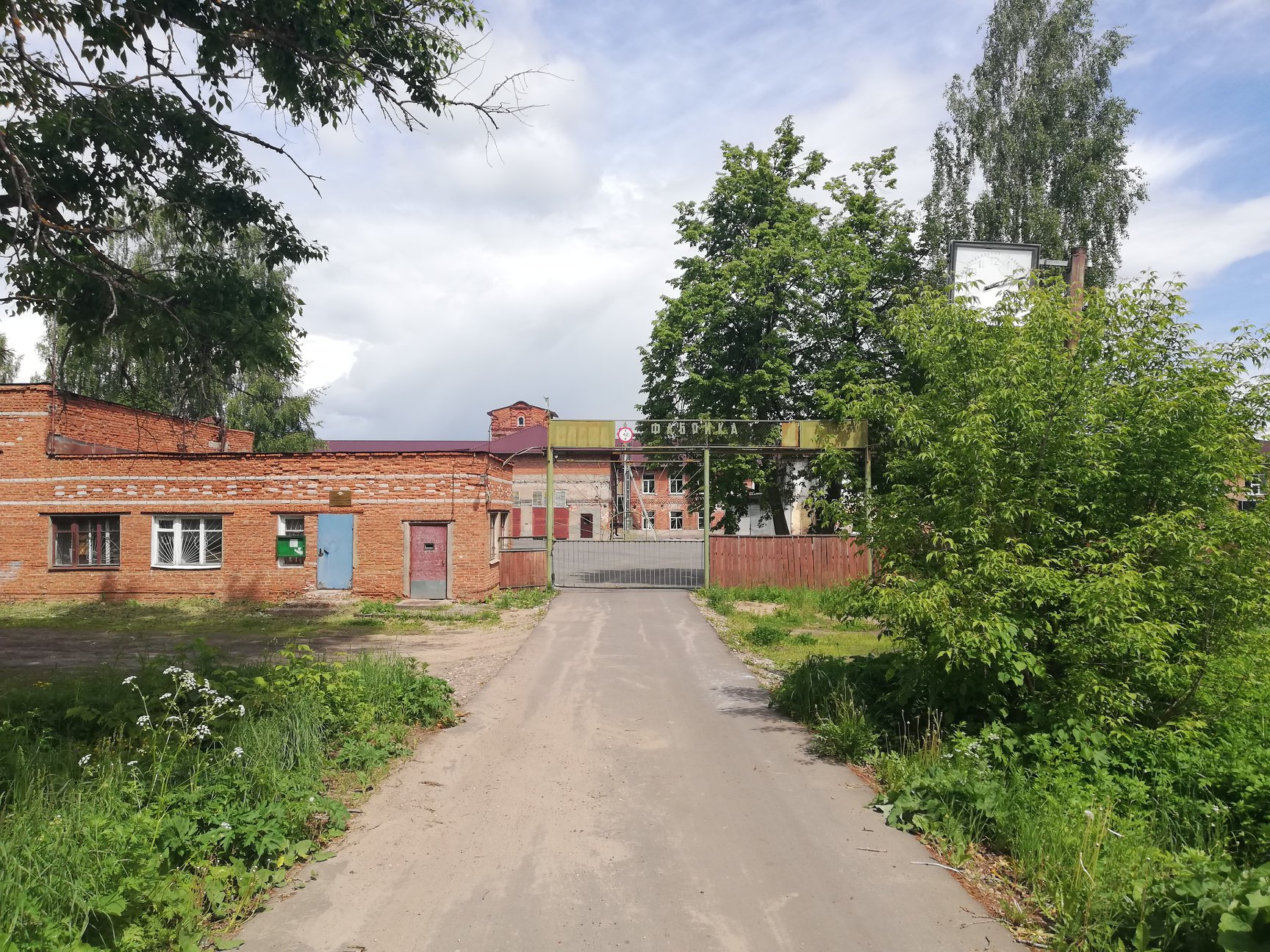
фабрика воды «jevea» в деревне Чертовищи

Чертови́щи — деревня в Вичугском районе Ивановской области. Административный центр Сунженского сельского поселения.

## Этимология
Считается, что деревня Чертовищи раньше носила имя Яблоково, по фамилии помещика Яблокова, который постоянно ссорился со своим соседом из-за земельных наделов. Дело было передано в суд. Суд присяжных провёл межу (черту) между имениями двух соседей. Так от слова «черта» и пошло название деревни.
Внутри деревни районы проживания также имеют ряд местных топонимов. Район, включающий в себя улицы Нагорная, 8 марта, 9 мая и Молодежная, называется «Прислониха». «Прислониху» от основной части деревни отделяет река Сунжа. Район улицы Октябрьской самые местные называют «Румынией», эта часть деревни по сути является одним из центров населенного пункта.
Название же главной реки Сунжи обычно толкуют как «Тихая вода», в переводе из исчезнувших финно-угорских диалектов.

## История

### XIII—XVI век
Во время монгольского нашествия село, существовавшее на месте деревни, относилось к Костромскому княжеству. В 60-е годы XIV века началось объединение русских земель и Костромское княжество было присоединено к Московскому. В начале XVI века земли, куда и входила деревня, перешли в казенную собственность Ивана Грозного.

### XVII—XIX век
Верхняя Волга подверглась интервенции поляков и литовцев, но вскоре земли удалось освободить. В конце XVIII века здешние земли были пожалованы Павлу Петровичу Бакунину, директору Петербургской академии наук. Павел Бакунин стал владельцем деревень кинешемского уезда: Марфино, Райково, Потехино, Лемешиха, Степаниха, Быстри и Чертовищи. В деревне Быстри он построил себе дом и дал название «Затишье».
К концу XIX века в деревне Чертовищи основным промыслом является ткачество. Жители шили тулупы, пекли баранки, свой секрет на выпечку баранок в каждой семье держался в тайне, плели кружева, вышивали, плели нужные в быту вещи из соломки, камыша и бересты.

### XIX век и начало XX века
В XIX век жизнь жителей деревни была неразрывно связана с местной текстильной фабрикой. До самой революции фабрика оставалась главным предприятием деревни. Несмотря на ненормированный рабочий день, отсутствие выходных и отпусков, широкую систему штрафов (за брань, пьянство, опоздание), предприятие оставалось главным стержнем экономической и культурной жизни, обрастая инфраструктурой для рабочих. В 1907 году Федор Абрамов построил для рабочих фабрики баню на два отделения — мужское и женское. В 1914 году на фабрике открывается больничная касса. Рабочие вносили в кассу 1 % заработной платы, а фабрикант оплачивал 2/3 от взноса рабочих. Большая часть этих денег шла на выплату пособий, в основном, по болезни.
После революции владельцы фабрики и их родственники спешно уехали в Москву, в Чертовищах остался только Дмитрий Дмитриевич Абрамов, открывший в своём доме детский сад и ясли для детей рабочих фабрики.
В 1922 году часть сотрудников, работавших на семью Абрамовых, вернулись в деревню из Москвы.
На фабрике был оставлен смотритель Рыбин Н. В., который сохранил оборудование и другие материальные ценности от разграбления во время простоя фабрики — с 1917 по 1926 год.
Многие бывшие рабочие фабрики покидали деревню в поисках заработка. В голодный и засушливый 1922 год часть жителей деревни поехали по Волге в Симбирск и Самару.

### Сталинские репрессии и 40-е годы
В 30-х годах по доносам были арестованы жители деревни Константин Седов и Николай Кручинин. Константина Измайловича Седова расстреляли 17 марта 1938 года после обыска и изъятия 5 томов советской энциклопедии. Решением Военной коллегии Верховного Суда СССР 27 августа 1957 года Постановление от 17 марта 1938 года было отменено и дело за отсутствием состава преступления прекращено. Николай Иванович Кручинин был приговорен к 10 годам лагерей на Колыме за хранение книг Михаила Булгакова, в том числе романа «Мастер и Маргарита». Наиболее вероятным автором доносов исследователи называют жительницу деревни Гриппу (Агриппину) Монцову.
В 1941 году многие рабочие ушли на фронт, и фабрика практически не работала до 1947 года. Сказалось также отсутствие сырья (льна) и топлива (уголь, дрова). После войны рабочих на фабрике не хватало. Многие жители не вернулись с войны, представителям фабрики пришлось искать новую рабочую силу по всей стране.

### 50-е и 70-е годы
В 50-х годах идёт массовое расширение деревни. Интенсивно строится жильё, как индивидуальное, так и фабричное. Население близлежащих деревень из соображений экономической целесообразности переезжает жить в Чертовищи. До первой реконструкции фабрики выпускались в основном технические ткани — это бортовка, парусина. После реконструкции предприятие перешло на выпуск бытовых тканей — полотенец, бельевой ткани, кислованного полотна.
В 60-е годы в Чертовщах идёт активная стройка — появляется двенадцатиквартирный дом и 11 сборных домов. В 1963 году сдаётся кирпичное здание детского сада, реконструируется парк отдыха. В парк закупаются новые аттракционы, строится танцплощадка, реконструируется баня. При Доме культуры отстраивается комната (нынешнее здание почты), закупаются игрушки, сетки, мячи, бильярд. Открытое в 1954 году общежитие для приезжих переносится в здание при фабрике. В 1965 году в общежитии жило более 100 сотрудниц предприятия, откомандированных из Удмуртии, Мордовии, Татарстана, Украины и Сибири.
В 70-х годах начинается вторая реконструкция фабрики. Новым директором становится Вениамин Александрович Смирнов. При нём отстраивается новый корпус к зданию фабрики, возводятся памятники павшим в Великой Отечественной войне жителям деревни, вводятся в строй пожарные боксы и проходная. Производится полное техническое переоснащение фабрики, модернизация затрагивает в первую очередь оборудование.

### 80-е, 90-е и 2000-е годы
В 80-х годах в деревне строятся два двухэтажных дома на Парковой улице (на 16 квартир каждый). Для Чертовищ 80-е стали началом эпохи постепенного угасания. Символичным становится бесхозность парка отдыха, который разбирается местными жителями. В период перестройки неоднократно останавливается фабрика, специалисты покидают деревню.
В 1995 году предпринята попытка вдохнуть новую жизнь в предприятие. В 1997 году у фабрики меняется собственник, а вся инфраструктура переходит на баланс муниципальных властей. Фабрика выходит на производительность в 450 000 погонных метров ткани в месяц за счёт покупки новых станков, но уже в 2002 году новый собственник выкупает фабричные мощности и набирает дополнительных сотрудников. В 2002 году фабрика выпустила 5 785 000 погонных метров ткани и 392 000 тонн пряжи.
Несмотря на возобновление работы мощного производственного комплекса, жизнь в деревне продолжает ухудшаться. Этому способствовало не только падение уровня жизни жителей деревни, но и особый статус населённого пункта — долгое время Чертовищи оставались своеобразным анклавом без централизованного газоснабжения и вывоза мусора. В настоящий момент значительная часть домов деревни брошена, земли совхоза «Восток» не обрабатываются, здания животноводческого комплекса разрушены.
Настоящим бедствием для деревни и окружающих населённых пунктов стал повальный алкоголизм, укоренившийся благодаря местной культуре самогоноварения. Низкий уровень жизни и отсутствие перспектив, а также не отвечающая современным требованиям направленность средне-специальных учебных заведений привела к такому явлению как «вахтование» — активные молодые жители деревни стараются работать вахтовым методом в Москве (строительство, сфера услуг, транспорт), а детей отравлять учиться за пределы района. «Вахтование» пустило глубокие корни и его влияние легко заметить в перестройке коммерческих автобусных маршрутов, которые обеспечивают переброску рабочей силы в Москву, а учащейся молодежи в Иваново.
Среднестатистический житель Чертовищ сегодня — пенсионер, проживающий в частном доме, содержащий личное подворье. Ещё до середины 2000-х в деревне активно разводили коров, свиней, овец и коз. На сегодняшний момент де-факто фермерское животноводство сошло на нет вместе с растущим средним возрастом жителей деревни.

## География
В 12 км к северу от Вичуги.
Через деревню протекает река Сунжа.

## Экономика
На данный момент единственным стабильно работающим предприятием деревни является ООО «АкваАльянс», занимающееся добычей и розливом артезианской столовой воды под маркой Jevea. Для нужд производства используется артезианская скважина, действующая со времен работы льняной фабрики.
Малый бизнес развит слабо — к нему можно отнести только три существующих магазина розничной торговли. Экономическая ситуация в Чертовищах характеризуется общей тенденцией урбанизации — население деревни представлено в основном пенсионерами и временно проживающими в летний период жителями городов, экономически активное население предпочитает работать в Иваново и Москве. Основной проблемой развития лёгкой промышленности в регионе остаётся слабая инвестиционная привлекательность сектора, последствия разрыва экономических связей в 90-е годы.

## Культура и спорт
В деревне работает библиотека и Дом культуры, в котором с 1942 по 1953 год располагался детский дом для эвакуированных ленинградских детей. На регулярной основе проводятся тематические мероприятия, организованы творческие объединения (для взрослых). До середины 90-х в деревне действовал полноценный спортивный комплекс «Восток» (по названию одноименного совхоза), включавший в себя хоккейную площадку, раздевалки и душевые для спортсменов, футбольный стадион с трибунами (в том числе крытыми). По состоянию на 2019 год в деревне существует лишь футбольное поле, на котором прекращена практика выпаса скота. Парадные ворота стадиона, постройки, трибуны, спортивные снаряды и коммуникации безвозвратно утрачены. В деревне проходят несколько любительских спортивных праздников год — на День деревни, День Физкультурника и тп.
До 1898 года в деревне Чертовищи не было школы. Кинешемское уездное земство снимало под трёхклассную школу комнату в частном доме Андрея Григорьевича Абрамова. В 1898 году земством была построена школа, а уже в 1910 году школу перестроил фабрикант Федор Иванович Абрамов, который стал её попечителем. После революции и до 1934 года школа была начальной. Здесь учились дети из всех близлежащих деревень.

## Фабриканты Абрамовы
В 1850 году Иван Андреевич Абрамов, вичугский фабрикант, основал льняную фабрику в Чертовищах. Частично сохранилась усадьба фабрикантов Абрамовых..
Предки Абрамовых занимались текстильным делом приблизительно с 1613 года. В XVII веке предки Абрамовых (простые крестьяне) оптом скупали у ткачей сотканное полотно и с выгодой перепродавали его на ярмарках и торжках. В качестве сырья использовался местный лен.
Вскоре Иван Андреевич Абрамов и его жена Евлампия Лукинична обосновали небольшую мастерскую полукустарного типа, в которой производились льняные ткани. Семейное производство представляло собой рассеянную мануфактуру, обеспечивавшей работу для нескольких сотен крестьян из окружных деревень. К концу XIX века число работников достигло 320 человек.
Новый этап развития семейного бизнеса был отмечен строительством в 1865 году фабрики. В ходе строительства, продолжавшегося 15 лет, Абрамовы стали полноценными хозяевами земель деревни. Проект был довольно масштабным — станки закупались в Германии, а для управления фабрикой был создан в 1890 году «Торговый дом Евлампии Абрамовой с сыновьями» — организация, в которой были соединены капиталы всех членов семьи. Непосредственно фабрикой управлял Федор Иванович Абрамов.
Примечательно, что фабрика изначально была построена на правом берегу реки, но из-за постоянного ее подтопления Абрамовы изменили русло реки, перенеся его, и фабрика оказалась на левом берегу. Для засыпки старого русла был использован песок из карьера, который находится при въезде в деревню со стороны деревни Артюшино. Уже в XX веке песчаный карьер стал большой районной свалкой, земли которой были рекультивированы только в 2000-х годах.
Появление фабрики повлияло и на развитие транспортной инфраструктуры. Дмитрий Иванович Абрамов в доле с другими фабрикантами, такими как, Кокарев (Гольчиха), Миндовский (Летяги), Разоренов (Старая Вичуга), Коновалов (Бонячки) в 1898 году начал строительство моста через реку Сунжа. В 1911 году мост был построен. Но когда по нему пошёл гужевой транспорт, мост рухнул, задавив несколько человек.
Для постройки нового моста из Германии был приглашён архитектор Якобсон, по проекту которого конструкцию возвели австрийские военнопленные, жившие на территории фабрики. Новый мост был сдан в строй в 1914 году. В 2002 году мост по причине ветхости был переведен в статус пешеходного, одновременно с этим был сдан новый мост.
В 2003 году, в честь 390-летия производства, на территории фабрики был установлен памятник ткацкому станку АТ-60.

## Население
| 2010 | 2014 | 2015 | 2016 | 2018 |
| ---- | ---- | ---- | ---- | ---- |
| 983  | ↘925 | ↘901 | ↘890 | ↘833 |

## Инфраструктура
Школа, детский сад, клуб, библиотека, почта России.

## Известные жители
- Гусев, Анатолий Дмитриевич — полный кавалер ордена Славы